# Fabrizio Santafede

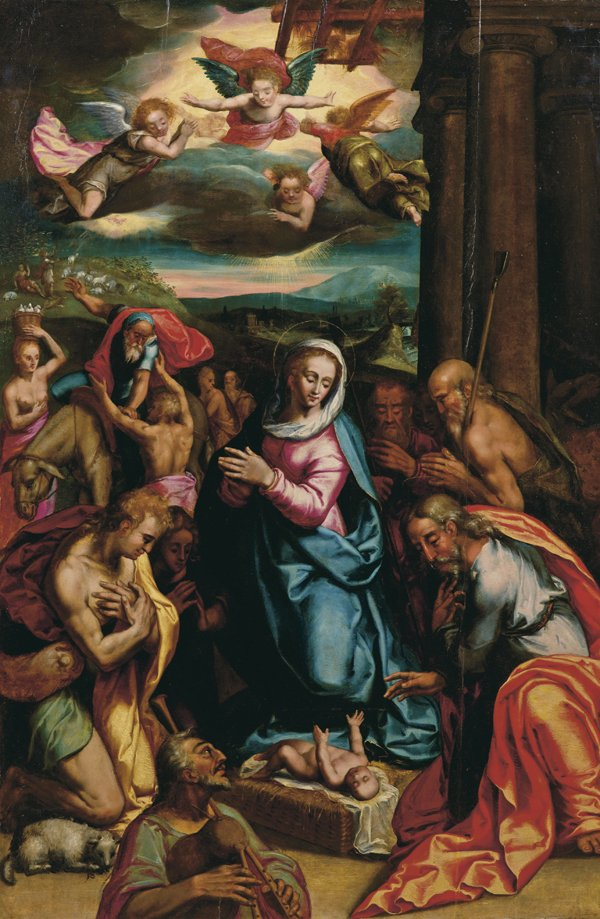
Adoración de los Pastores.

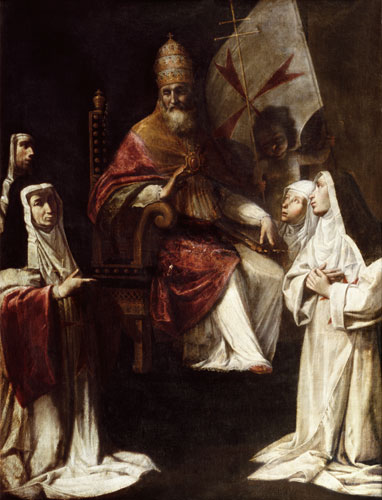
El papa Clemente VIII bendice a las monjas carmelitas.

Fabrizio Santafede (Nápoles, 1560-Nápoles, 1633) fue un pintor italiano, activo durante el último manierismo y el barroco incipiente.

## Biografía
Hijo del también pintor Francesco Santafede, estudió con Francesco Curia y Marco Pino, colaborando con este maestro en la decoración de la iglesia de San Giovanni dei Fiorentini, en Nápoles. Sus primeras obras siguen un estilo típicamente manierista; sólo algo después (Anunciación, Santa María de la Vid, Burgos, 1592) se orienta hacia la influencia naturalista de Scipione Pulzone o Santi di Tito, de espíritu contramanierista.
Santafede alcanzó un gran prestigio y mantuvo un amplio taller. Sus obras tuvieron mucho éxito en regiones como la Campania, Apulia, los Abruzzos e incluso España. Sus edulcoradas pinturas religiosas, enriquecidas con detalles tomados de la realidad, alimentaban la piedad más sencilla y se adaptaban perfectamente a las necesidades de la iglesia contrarreformista. Fruto de este éxito obtuvo encargos de importancia como la Coronación de la Virgen para el celaje de Santa Maria la Nuova (1601-1602).
En su última época se interesó notablemente por la obra de Caravaggio, llegando a realizar diversas copias de trabajos del Merisi. Dos versiones de la Flagelación se conservan en colecciones privadas napolitanas.

## Obras destacadas
- Virgen con niño y santos (1580, Catedreal de Matera)
- Asunción de la Virgen (Monteoliveto, Nápoles)
- Virgen con Niño y santos (Museo Nazionale d'Abruzzo, L'Aquila)
- Anunciación (1592, Monasterio de Santa María de la Vid, Burgos)
- Virgen con santos (1593, Santi Severinus e Sosius, Nápoles)
- Coronación de la Virgen (1601-02, Santa Maria la Nuova, Nápoles)
- Adoración de los Pastores (Colección privada)